# Partidul Verzilor și Viitorului Stângii
Partidul Verzilor și Viitorului Stângii (YSGP; turcă Yeşiller ve Sol Gelecek Partisi), abreviat ca Partidul Verde de Stânga (YSP; turcă Yeşil Sol Parti) este un partid politic verde și libertarian de stânga din Turcia. A fost fondat pe 25 noiembrie 2012 ca o fuziune a Partidului Verzilor și a Partidului Egalității și Democrației. Partidul și-a schimbat numele în aprilie 2016.
Printre membri importanți se numără Murat Belge, autor politic de stânga și fost editorialist la Taraf; Kutluğ Ataman, regizor și artist contemporan; și Ufuk Uras, fost deputat de la Istanbul și președinte al Partidului Libertății și Solidarității (ÖDP). 

## Istorie
Partidul este unul dintre participanții de la Congresul Popular Democrat (HDK), o inițiati-vă politică instrumentală în fondarea Partidului Democrat Popular (HDP) în 2012.
Președinții acestora au fost arestați temporar în februarie 2018, dar eliberați cu interdicție de călătorie în străinătate și sub supravegherea poliției. Ei au fost acuzați pentru activitatea pe rețelele de socializare și pentru cărțile aflate în posesia lor.

### Alegerile din 2023
Selahattin Demirtaș a susținut că, dacă Partidul Democrat Popular este închis, candidații parlamentari HDP vor intra pe listele Partidului Stângii Verzi la alegerile generale din 2023..
La decizia luată pe 24 martie 2023, Partidul Democrat Popular, Partidul Mișcarea Muncitorească și Partidul Libertății Sociale au decis să intre în alegerile generale din 2023 de pe listele Partidului Stângii Verzi.